# Gouvernement Kolstad
Mowinckel II Hundseid
Le gouvernement Kolstad est à la tête du royaume de Norvège de mai 1931 à mars 1932.

## Histoire
Après la chute du gouvernement libéral de Johan Ludwig Mowinckel, l'agrarien Peder Kolstad est chargé de former un nouveau gouvernement minoritaire. C'est la première fois que le Bondepartiet se retrouve à la tête du pays.
Le Premier ministre meurt le 1er février 1932. Birger Braadland (no) et Nils Trædal assurent l'intérim jusqu'à la nomination de son remplaçant, Jens Hundseid.

## Composition
- Ministre d'État : Peder Kolstad
- Ministre des Affaires étrangères : Birger Braadland
- Ministre des Affaires religieuses et de l'Éducation : Nils Trædal
- Ministre de la Justice : Asbjørn Lindboe
- Ministre de la Défense : Vidkun Quisling
- Ministre des Finances : Peder Kolstad jusqu'au 1er février 1932, puis Jon Sundby
- Ministre de l'Industrie et du Comemrce : Per Larssen
- Ministre de l'Emploi : Rasmus Langeland
- Ministre de l'Agriculture : Jon Sundby jusqu'au 25 février 1932, puis Ivar Kirkeby-Garstad
- Ministre des Affaires sociales : Jakob Vik